# Allochrocebus preussi
Allochrocebus preussi är en primat i släktet Allochrocebus som förekommer i västcentrala Afrika.

## Utseende
Arten har huvudsakligen en svart päls och bruna täckhår på ryggen ser ut som en sadel. Kännetecknande är ett vitt skägg. Kroppen (huvud och bål) är ungefär 48 cm lång och hannar är något större än honor. Därtill kommer en lång svans.

## Utbredning och habitat
Allochrocebus preussi lever i Kamerun vid Kamerunberget och i angränsande delar av sydöstra Nigeria. Den förekommer även på ön Bioko som tillhör Ekvatorialguinea. Habitatet utgörs av skogar och gräsmarker på upp till 2 500 meter höga bergstrakter.

## Ekologi
Individerna bildar flockar som vanligen består av en (sällan fler) vuxen hanne, flera vuxna honor och deras ungar. Gruppen har vanligen två till tolv medlemmar. De äter främst frukter samt blad och har även frön och blommor som föda. Sällan tar de ryggradslösa djur som föda.
För kommunikationen har primaten olika läten, varierande ansiktsuttryck och kroppsspråk. Honan föder oftast en unge per kull.

## Status
Arten hotas främst av habitatförstörelse genom skogsavverkning. Den jagas även för köttets skull. IUCN uppskattar att beståndet minskade med 55 % under de senaste 20 åren och listar Allochrocebus preussi som starkt hotad (EN).